# NA-2102
La NA-2102 comunica Ozcoidi con los pueblos del Valle de Urraúl Alto y la NA-150.

## Recorrido
| Denominación | Kilómetro | Salida              | Carretera           | Dirección                   |
| ------------ | --------- | ------------------- | ------------------- | --------------------------- |
| NA-2102      | 0         |                     | NA-150 NA-2100      | Irurozqui Sangüesa Pamplona |
| NA-2102      | 0         | Travesía de Ozcoidi | Travesía de Ozcoidi | Travesía de Ozcoidi         |

- Datos: Q12264058